# FM Sranang
FM Sranang is een futsalclub uit Goes.
De club werd opgericht door de huidige voorzitter en trainer Ramon Dahoe. Hij kwam op het idee voor een zaalvoetbalclub doordat er geen Zeeuwse zaalvoetbalploegen in de hoogste afdelingen speelden. Hij koos vanwege zijn Surinaamse afkomst voor de naam 'FM Sranang'. De club is inmiddels uitgegroeid tot een redelijk grote vereniging en speelt na het behalen van het kampioenschap in de hoofdklasse in het seizoen 2010/2011 in de eerste divisie.